# Brooklyn Bridge Park

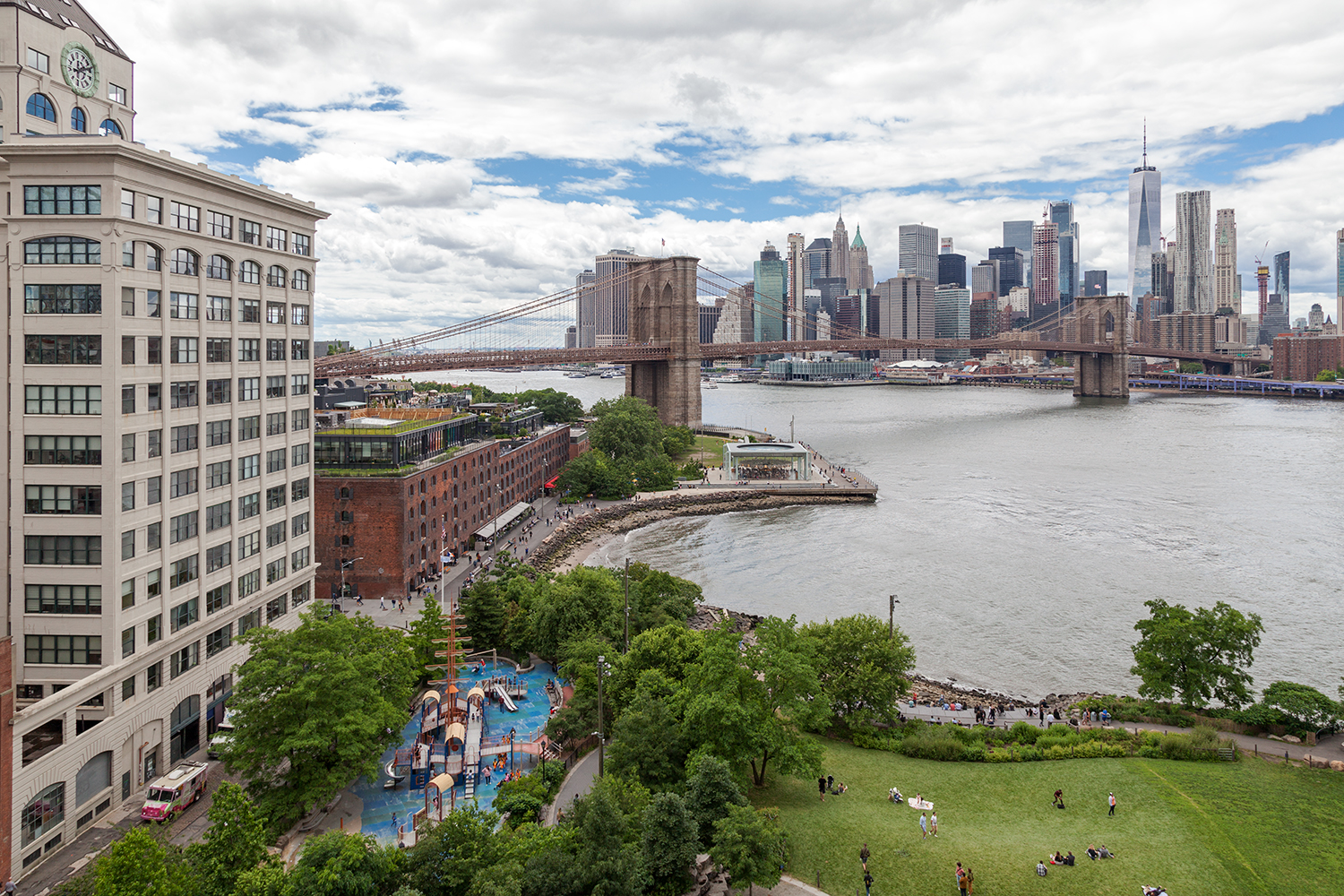
Blick von der Manhattan Bridge auf den „Main Street Park“ (vorn) und den „Empire Fulton Ferry Park“ (Bildmitte) im nördlichen Teil des Parks

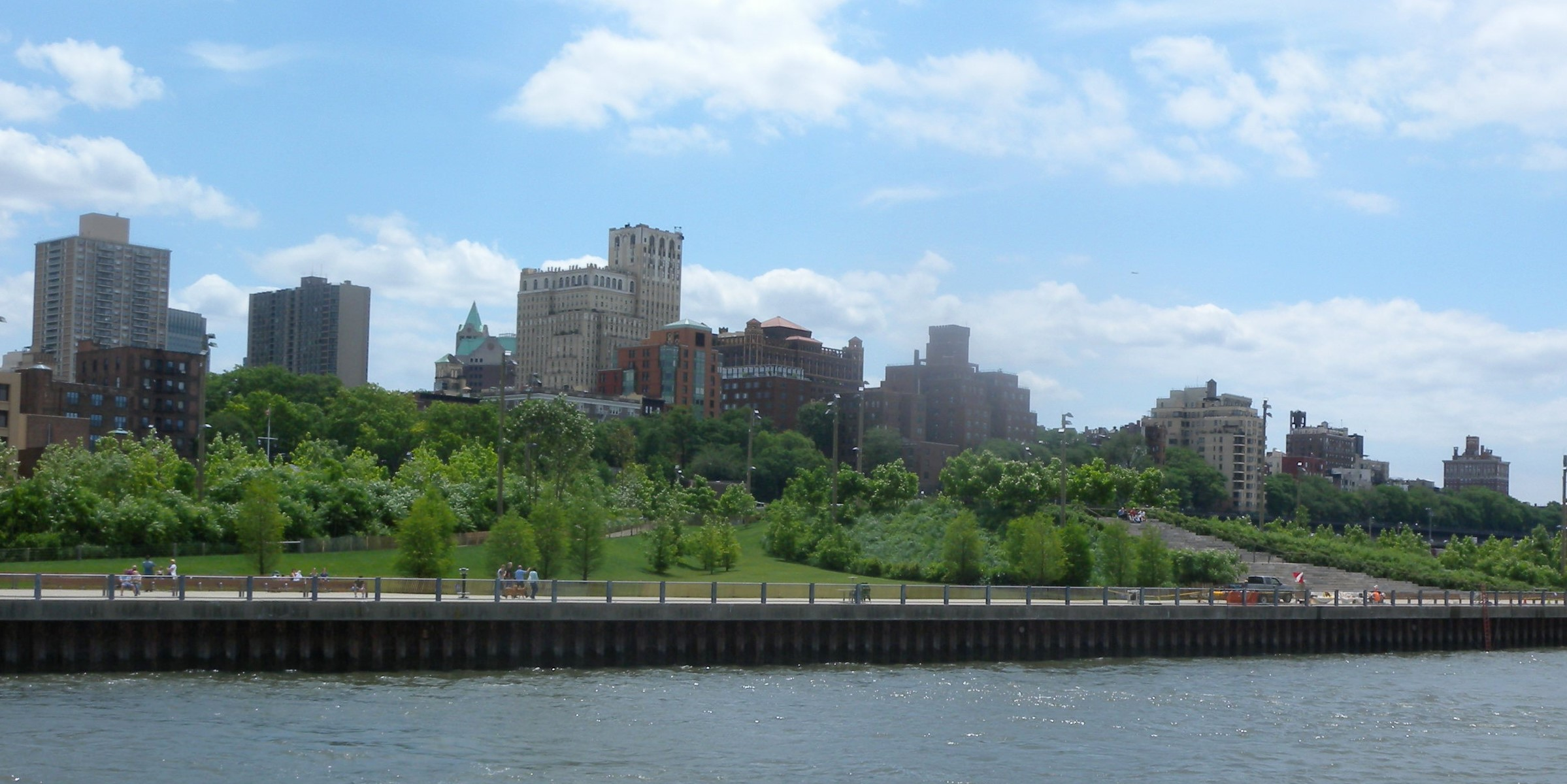
Pier 1 und Brooklyn Heights

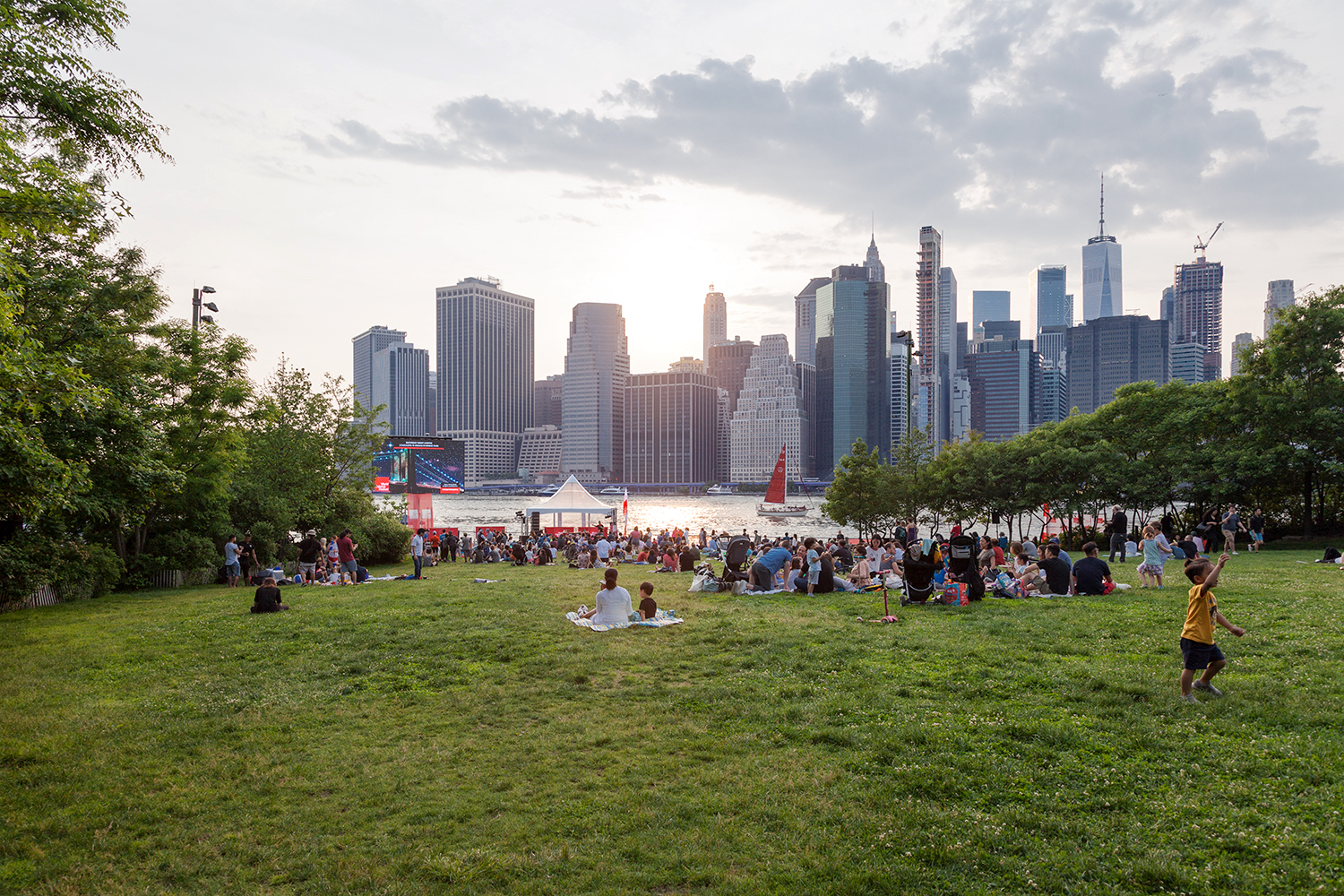
Harbor View Lawn – Pier 1

Der Brooklyn Bridge Park ist eine öffentliche Parklandschaft im Stadtbezirk Brooklyn in New York City und eines der ambitioniertesten Parkprojekte in Brooklyn seit der Anlage des Prospect Park. Der Park ist Teil des „Brooklyn Waterfront Greenway“, einer Reihe von Parks und Radwegen rund um Brooklyn. 

## Lage
Der Park befindet sich im Nordwesten von Brooklyn an der Waterfront am East River zwischen Jay Street im Norden und Atlantic Avenue im Süden. Er umfasst eine Gesamtfläche von etwa 34 Hektar und ist 2,1 Kilometer lang. Im nördlichen Drittel unterquert der Park die Brooklyn Bridge und die Manhattan Bridge mit den dort liegenden Vierteln Fulton Ferry und Dumbo (Abkürzung für die Wohngegend um die Brücke: Down Under the Manhattan Bridge Overpass), südlich der Brooklyn Bridge liegt der Park unterhalb der Brooklyn Heights Promenade im Stadtteil Brooklyn Heights.

## Geschichte
Das Areal am Fuße der Brooklyn Bridge ist eines der am längsten besiedelten Gebiete in Brooklyn. Eine erste Fährverbindung bestand seit 1642 zwischen der Fulton Street und Manhattan. In der Folgezeit wurde der Uferbereich, in dem der Park liegt, zu einem wichtigen Warenumschlagplatz, und viele Betriebe siedelten sich entlang des Wassers an. Die Fertigstellung der Brooklyn Bridge im Jahre 1883 führte jedoch zum Niedergang des Fährbetriebs und der umliegenden Betriebe, und auf Betreiben der New York Dock Company wurden neue Hafenanlagen und Lagerhäuser errichtet. Während der ersten Hälfte des 20. Jahrhunderts florierte der Hafenbetrieb, aber nach dem Zweiten Weltkrieg waren die Hafenanlagen den immer größeren Frachtschiffen und dem Aufkommen des Containers nicht mehr gewachsen. Der in den 1950er Jahren gebaute Brooklyn–Queens Expressway schnitt außerdem den Uferbereich vom Hinterland ab. 1983 stellte die Hafenbehörde den Betrieb auf der Brooklyner Seite des unteren East River ein.
Obwohl es schon bald nach der Stilllegung der Hafenanlagen Pläne für einen Park gab, wurde der Bau erst 2002 durch ein Memorandum of Understanding zwischen dem damaligen Gouverneur des Staates New York, George Pataki und dem Bürgermeister Michael Bloomberg beschlossen.
Die Bauarbeiten begannen im Januar 2009. Im März 2010 wurde der erste Bauabschnitt eröffnet.
2020, elf Jahre nach Baubeginn ist der Park im Wesentlichen fertiggestellt. Die letzten Arbeiten erfolgten am Pier 5 mit den Uplands Lawn, am Pier 3 mit dem in den East River hineinragende Teil mit Park und Spielplatz und schließlich am Pier 2 mit den Uplands.

## Design

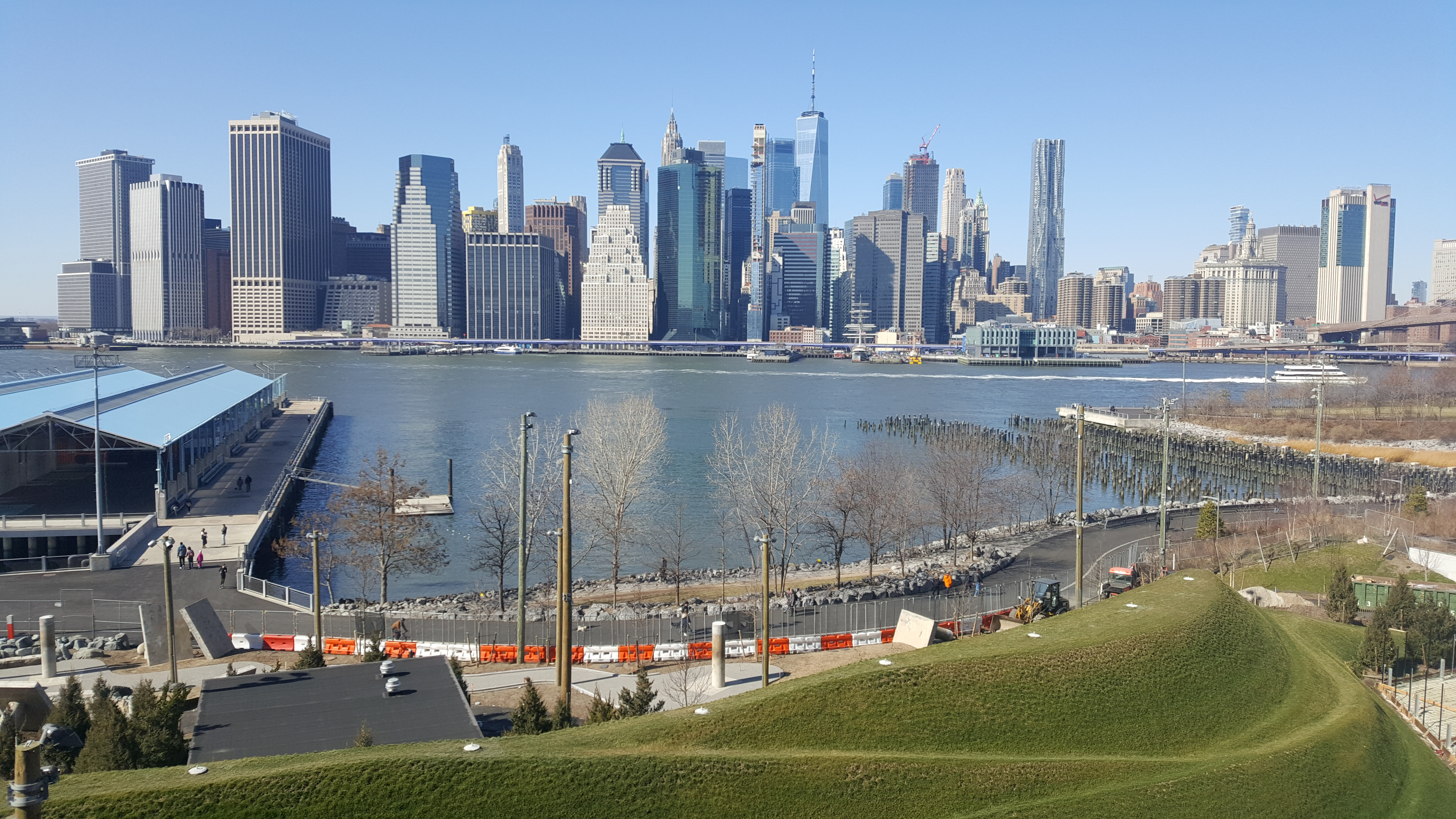
Pier 2 Uplands und Piers 1 (rechts) mit Blick auf Lower Manhattan 2020

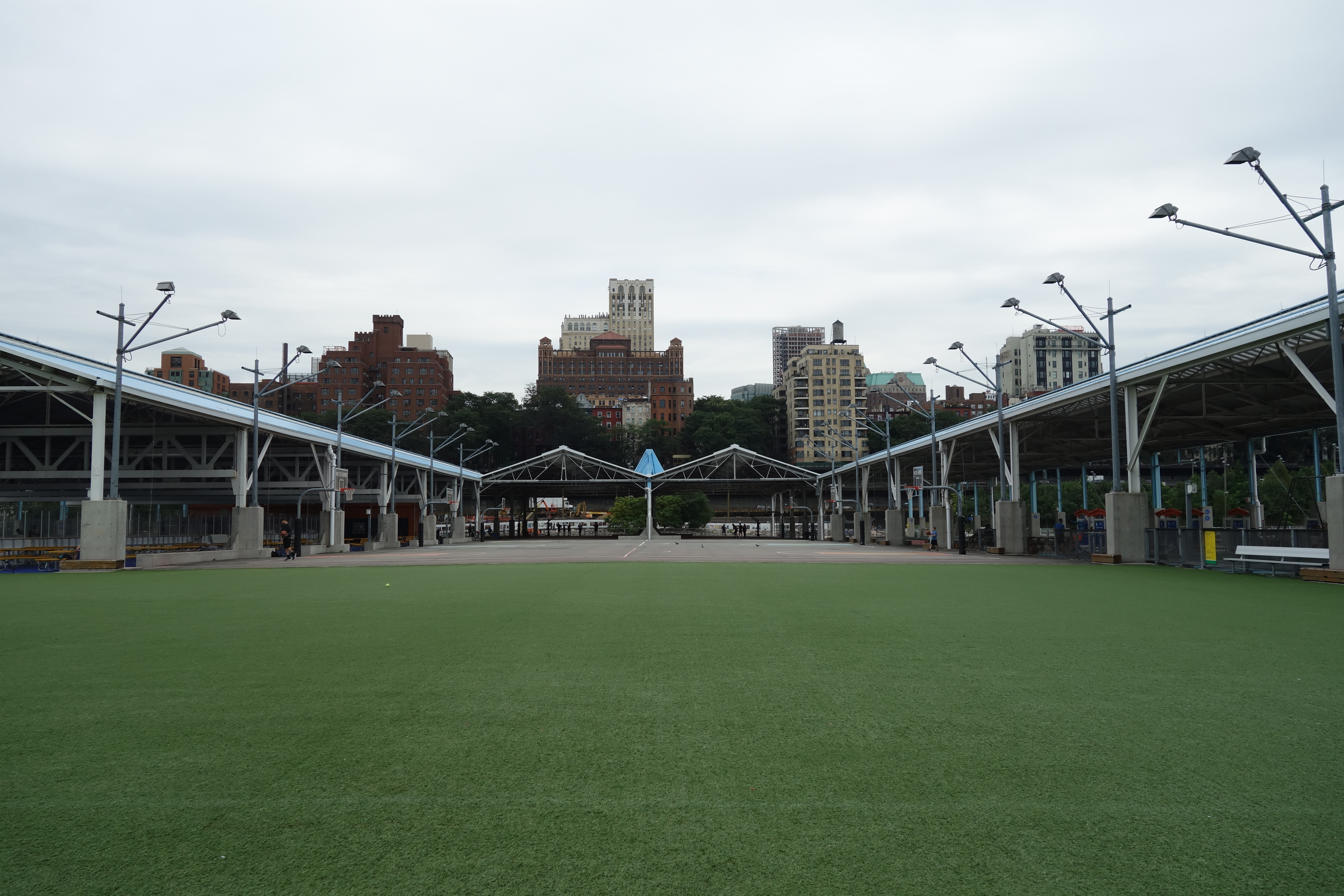
Sportanlagen Pier 2

John Street Park am nördlichen Ende

Das Landschaftsarchitekturbüro Michael Van Valkenburgh Associates, das schon für andere Parks in New York City verantwortlich gezeichnet hatte, wurde 2004 beauftragt, den Masterplan für den Park zu entwerfen.
Der Park besteht aus einem schmalen Uferstreifen und ist in elf Abschnitte unterteilt. Darunter sind sechs durchnummerierte Piers, die in den East River ragen. Die Pier 1 ist die nördlichste, am Fuß der Brooklyn Bridge gelegen und die Pier 6 die südlichste, am Endpunkt der Atlantik Avenue. Entlang der ganzen Nord-Süd-Ausdehnung des Parks verläuft ein durchgehender Rad- und Fußweg. Vom Pier 1 gelangt man über die neue 2020 eröffnete Fußgängerbrücke Squibb Park Bridge direkt nach Brooklyn Heights.
Von Nord nach Süd gliedert sich der Park wie folgt:
Nördlich der Manhattan Bridge:
- John Street Parkland – Liegewiese, von Fußgängerbrücken überspanntes Brackwasser-Marschland

Zwischen Manhattan Bridge und Brooklyn Bridge:
- Main Street Park – ein Park mit Liegewiese, Strand und Spielplätzen
- Empire Fulton Ferry – ein Park mit Liegewiese und Jane’s Carousel
- Brooklyn Bridge Plaza – für Veranstaltungen wie Märkte, Konzerte, Eislaufen

Südlich der Brooklyn Bridge:
- Fulton Ferry Landing – Pier mit Zugang zur NYC Ferry (East-River-Route und South Brooklyn-Route) und zum Wassertaxi
- Pier 1 – Liegewiesen Spielplatz und Aussichtshügel mit Blick auf die Skyline von Manhattan, eröffnet im März 2010
- Pier 2 – Sportangebote wie Basketball Eislaufen, Boccia, Rampe für Boote (Mai 2014), Uplands (2020)
- Pier 3 – Liegewiese Greenway Terrace und Granit Terrace (2013), Park mit Spielplatz (2018)
- Pier 4 – geschütztes, unzugängliches Pflanzenhabitat (Mai 2014), Gezeitenbecken und Strand teilweise zugänglich
- Pier 5 – Spielfelder für Fußball, Hockey u. a., Picknick, Spielplatz (2012), One°15 Brooklyn Marina mit Bootshaus (2015), Uplands Lawn (2017)
- Pier 6 – Spielplatz, Beachvolleyballplätze, Park und Anleger für NYC Ferry (South Brooklyn-Route) und Wassertaxis, eröffnet Mitte 2010, Parklandschaft Ende 2015

## Finanzierung und Unterhalt
Der Park wird mit Mitteln der Stadt und Staates New York gebaut. Verantwortlich für den Bau ist die Brooklyn Bridge Park Corporation (BBP), während der Planungsphase noch Brooklyn Bridge Park Development Corporation genannt, eine Tochter der staatlichen Wirtschaftsförderungsbehörde Empire State Development Corporation. Eine wichtige Bedingung für die Bereitstellung der Mittel für den Bau war, dass der Betrieb des Parkes nicht zu Lasten der Steuerzahler gehen darf. Die Mittel für den Unterhalt kommen zu einem kleinen Teil aus Konzessionen für Restaurants und Imbissbetriebe. Den Großteil ihrer Einnahmen erwirtschaftet die Brooklyn Bridge Park Corporation aus den Abgaben der Betreiber von Touristenattraktionen wie dem oben genannten Jane’s Karussell, außerdem aus den Gebühren für die zahlreichen Open-Air-Veranstaltungen auf dem Parkgelände.